# Phasmatocottus ctenopterygius
Phasmatocottus ctenopterygius är en fiskart som beskrevs av Bolin, 1936. Phasmatocottus ctenopterygius ingår i släktet Phasmatocottus och familjen simpor. Inga underarter finns listade i Catalogue of Life.